# Eucera pseudeucnemidea
Eucera pseudeucnemidea är en biart som beskrevs av Jean-Paul Risch 1997. Eucera pseudeucnemidea ingår i släktet långhornsbin, och familjen långtungebin. Inga underarter finns listade i Catalogue of Life.